# Tit
Sf. Tit (în greacă Τίτος, transliterat: Títos, în latină Titus) a fost un discipol și colaborator al Apostolului Pavel. Este considerat primul episcop al Cretei.

## Viața
Tit era păgân din naștere. În Faptele Apostolilor nu apare, dar este menționat adesea în scrisorile pauline drept colaborator al lui Pavel. Acesta din urmă l-a convertit la creștinism, l-a luat împreună cu el la așa-numitul Sinod al Apostolilor de la Ierusalim și i-a încredințat sarcini importante. După o veche tradiție, a fost primul episcop al Cretei. Lui Tit i-ar fi fost adresată epistola lui Pavel către Tit.
Sf. Timotei și Tit sunt sărbătoriți în Biserica Catolică la 26 ianuarie; sf. Tit este sărbătorit în Biserica Ortodoxă la 25 august.